# DENIS

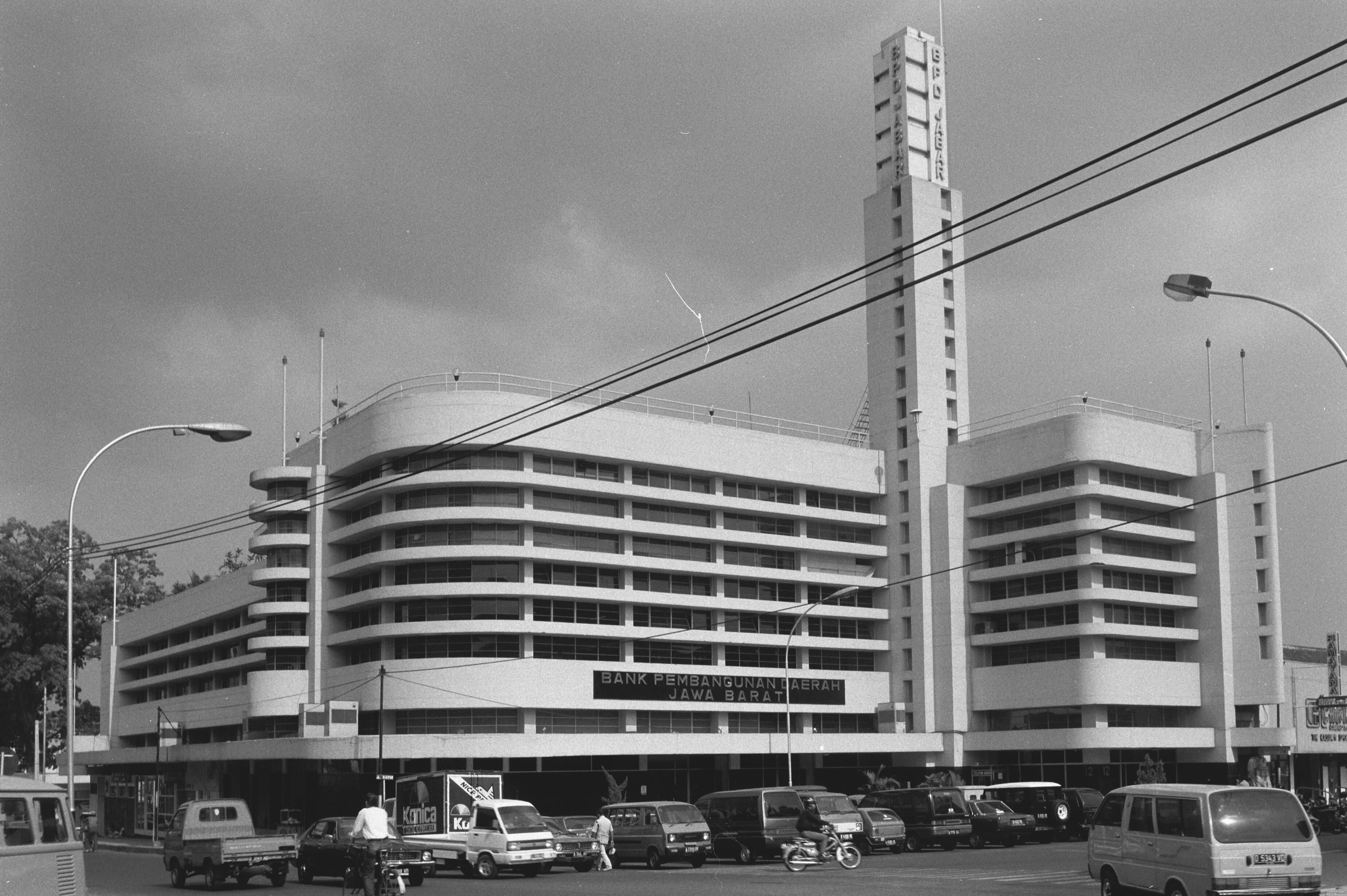
Voormalig DENIS-gebouw in 1988

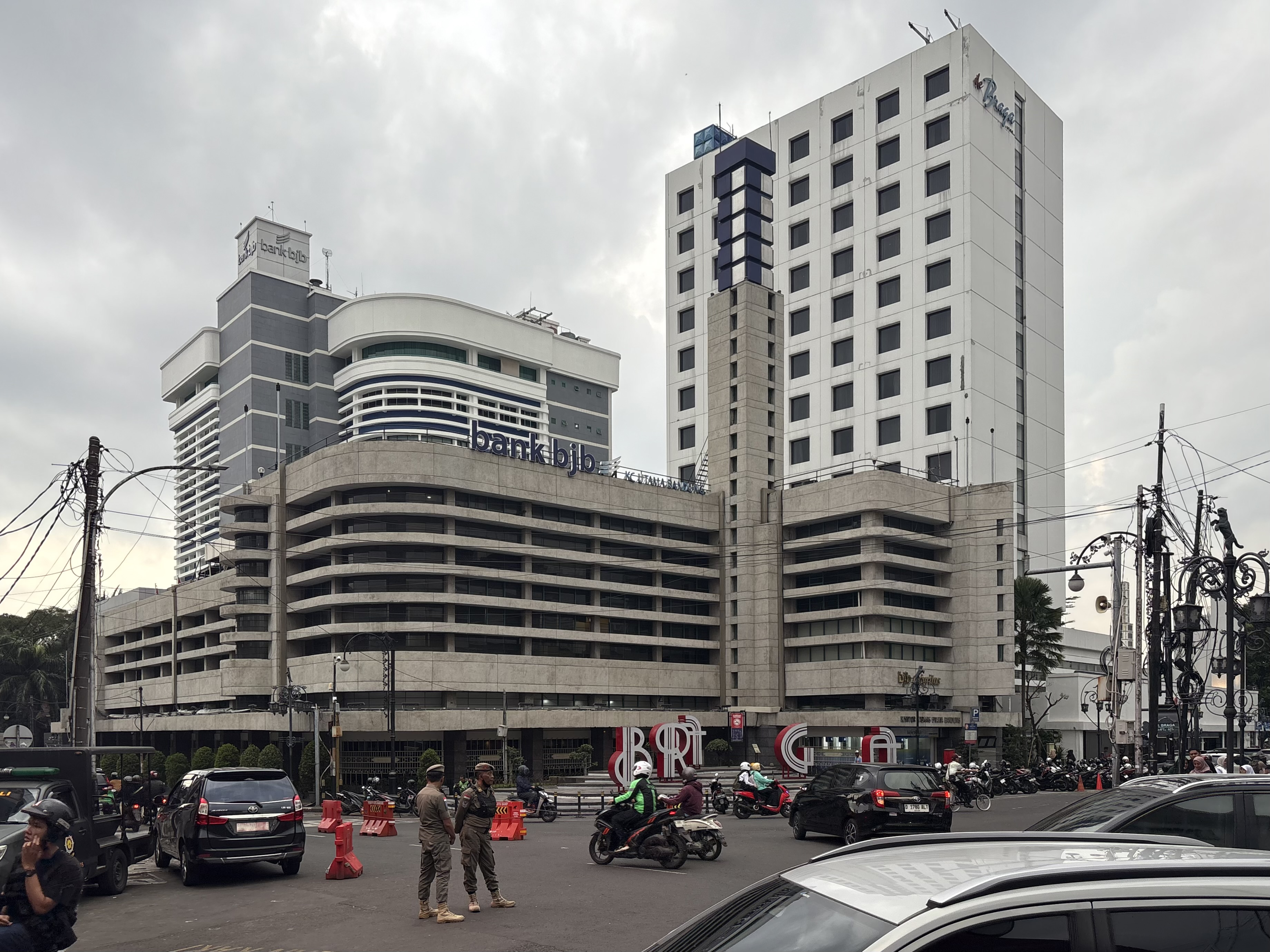
Bank BJB-gebouw in 2025

DENIS was een spaarkas, verzekerings- en hypotheekbedrijf in voormalig Nederlands-Indië. Haar kantoor stond aan de Bragaweg 14 te Bandoeng.
DENIS is een afkorting van N.V. De Eerste Nederlandsch-Indische Spaarkas, soms gevolgd door Levensverzekeringsmaatschappij. De naam werd uitgesproken als Dénis. Na de nationalisatie van Nederlandse bedrijven in Indonesië werd de rechtsopvolger de Bank Pembangunan Daerah Jawa Barat dan Banten. In Nederland zijn de polissen overgenomen door Nationale-Nederlanden.
Tot een van de stichters van dit bedrijf behoort de ere-burger van Bandung en theeplanter Karel Albert Rudolf Bosscha. De belangrijkste stichter van dit bedrijf was Willem Hermanus Hoogland. Hoogland werd in 1915 de eerste directeur.

## Huisvesting
Het hoofdkantoor op de hoek Bragaweg/Naripanweg (nu Jalan Braga/Jalan Naripan) werd voor dit bedrijf gebouwd in 1935 en bestaat nog steeds in oorspronkelijke vorm. Het ontwerp is gebaseerd op de in die jaren moderne "oceaanstomersstijl" uitgevoerd in het toen net herontdekte beton en het is een van de markantste gebouwen van de architect Albert Aalbers. 
Het gebouw is een van de bekendste beschermde monumenten in Bandung.